# Російсько-український геологічний словник
Російсько-український геологічний словник — довідкове видання, що містить геологічні терміни різного типу (нестандартизовані, змішані) й увібрало в себе все цінне з лексичних багатств української мови, що було зібрано й опрацьовано відомими вченими різних поколінь (В.Волян, І.Верхратський, М.Уманець, Б.Грінченко, С.Рудницький, П.Тутковський, І.Шелудько, С.Головащук, Є.Лазаренко, І.Огієнко, С.Караванський та ін.). В ньому наведені геологічні терміни з таких дисциплін: мінералогія та кристалографія, петрографія і літологія, загальна і регіональна геологія, палеонтологія і стратиграфія, геохімія, термобарогеохімія, розвідувальна геофізика, гірнича справа, геоморфологія, гідрогеологія, геотектоніка, рудні і нерудні корисні копалини. Словник містить понад 100000 українських слів (понад 24000 перекладених термінів). Кількість синонімів для окремих слів — 1-7 і навіть 25. Це зроблено для того, щоб найвлучніші з них проторували собі дорогу до широкого використання. Структура книги представлена чотирма розділами: передмова, список умовних скорочень, власне словник, список використаної літератури (80 назв).
Словник буде корисний для фахівців-геологів, спеціалістів суміжних професій, мовознавців, працівників галузевих редакцій, видавництв та широкого кола читачів.